# Gadsden (Tennessee)
Gadsden è un comune degli Stati Uniti d'America, situato nello Stato del Tennessee, nella Contea di Crockett.